# Styela charcoti
Styela charcoti är en sjöpungsart som beskrevs av Monniot 1973. Styela charcoti ingår i släktet Styela och familjen Styelidae. Inga underarter finns listade i Catalogue of Life.